# مفاتيح البيت الأبيض
مفاتيح البيت الأبيض (بالإنجليزية: The Keys to the White House)‏، والمعروفة أيضًا باسم المفاتيح الثلاثة عشر (بالإنجليزية: 13 Keys)‏، هو نظام تنبؤ لتحديد نتائج الانتخابات الرئاسية في الولايات المتحدة. تم تطويره من قبل المؤرخ الأمريكي آلان ليختمان والجيوفيزيائي الروسي فلاديمير كيليس-بوروك في عام 1981، وذلك بتكييف أساليب التنبؤ التي صممها كيليس-بوروك للتنبؤ بالزلازل.
النظام عبارة عن قائمة مراجعة مكونة من ثلاث عشرة نقطة تستخدم عبارات صحيحة أو خاطئة لتقييم وضع الولايات المتحدة ونظامها السياسي قبل الانتخابات الرئاسية: عندما تكون خمسة بنود أو أقل في القائمة خاطئة، يُتوقع فوز مرشح الحزب الحالي في الانتخابات، ولكن عندما تكون ستة بنود أو أكثر في القائمة خاطئة، يُتوقع فوز مرشح الحزب المنافس.
تتطلب بعض البنود المدرجة في قائمة المراجعة حكمًا نوعيًا، وبالتالي يعتمد النظام بشكل كبير على المعرفة والمهارة التحليلية لمن يحاول تطبيقه. وباستخدام هذا النظام، تمكن ليختمان من التنبؤ بشكل صحيح بنتائج التصويت الشعبي لكل انتخابات رئاسية منذ عام 1984 إلى عام 2012. على الرغم من أن ليختمان يدعي أنه أعلن بشكل صحيح عن نتيجة انتخابات عام 2016 باستخدام النظام، إلا أن كتابه وورقته البحثية لعام 2016 ذكرا أن مفاتيح البيت الأبيض صُممت للتنبؤ بنتيجة التصويت الشعبي، الذي خسره دونالد ترامب. وأضاف عقب ذلك أن التغيرات الديموغرافية الأخيرة تمنح الحزب الديمقراطي ميزة على الحزب الجمهوري في التصويت الشعبي في الانتخابات المتقاربة. لقد أعلن بشكل صحيح عن نتيجة انتخابات 2020.
يزعم ليختمان أن موثوقية النظام تثبت أن الناخبين الأميركيين يختارون رئيسهم القادم وفقاً لمدى جودة حكم البلاد في السنوات الأربع السابقة، وأن الحملات الانتخابية لها تأثير ضئيل، إن وجد، على الناخبين الأميركيين. إذا كان الناخبون راضين عن إدارة البلاد، فإنهم سيعيدون انتخاب الرئيس أو من يرشح نفسه من حزبه بدلاً منه، أما إذا كانوا غير راضين، فإنهم سينقلون الرئاسة إلى الحزب المنافس.

## التطوير
أثناء حضوره حفل عشاء في معهد كاليفورنيا للتكنولوجيا في عام 1981، التقى آلان ليختمان بفلاديمير كيليس-بوروك، وهو عالم جيوفيزيائي روسي رائد. كان كلا الرجلين من باحثي فيرتشايلد في معهد كاليفورنيا للتكنولوجيا. كان كيليس-بوروك مهتمًا بتطبيق تقنيات التنبؤ الخاصة به على الأنظمة السياسية الديمقراطية الليبرالية. ولم يكن من الممكن له أن يفعل هذا في ظل الاتحاد السوفييتي، الذي كان دولة الحزب الواحد، فأحاله أحد ضيوف الحزب إلى ليختمان. وقد جذب ليختمان اهتمام كيليس-بوروك لأنه كان مؤرخًا كميًا قام بتحليل الاتجاهات في التاريخ الأمريكي رياضيًا. وافق ليختمان على مساعدة كيليس-بوروك في تطبيق تقنيات التنبؤ الخاصة به على الانتخابات الرئاسية الأمريكية.
قام ليختمان وكيليس-بوروك بفحص البيانات التي تم جمعها من كل الانتخابات الرئاسية من عام 1860 إلى عام 1980 لتحديد العوامل التي بدت قادرة على التنبؤ بنتائج الانتخابات. ومن خلال دراساته الخاصة للانتخابات الرئاسية الأميركية، توصل ليختمان إلى استنتاج مفاده أن الناخبين في الواقع لا يتأثرون بالحملات الانتخابية، بل يصوتون بدلاً من ذلك وفقاً لأداء الرئيس في منصبه. كما لاحظ ليختمان أنه حتى لو لم يسع الرئيس إلى إعادة انتخابه، فإن نجاحاته وإخفاقاته من شأنها أن تساعد أو تعيق آفاق مرشح حزبه، وقد شكلت هذه الأفكار الطريقة التي أجرى بها هو وكيليس بوروك أبحاثهما.
في عام 1981، نشر ليختمان وكايليس-بوروك نموذجهما للتنبؤ في ورقة بحثية، في هذه المرحلة، كان نظامهما يحتوي على 12 مفتاحًا، بما في ذلك المفاتيح التي تأخذ في الاعتبار عدد الفترات التي شغل فيها الحزب الحاكم منصب الرئاسة، وما إذا كان الحزب الحاكم قد فاز بأغلبية الأصوات الشعبية في الانتخابات السابقة. وفي النهاية تم قطع أربعة مفاتيح أخرى كانت تأخذ في الاعتبار الإيديولوجية السياسية، والحزب المهيمن في ذلك العصر، وما إذا كان هناك منافسة جادة على ترشيح الحزب المنافس، وما إذا كانت البلاد في زمن الحرب أو زمن السلم.
تم تعديل النظام لاحقًا إلى 13 مفتاحًا، مع استبدال مفتاح المدة ومفتاح أغلبية التصويت الشعبي بمفتاح تفويض الحزب وإضافة مفاتيح الفشل والنجاح الأجنبية/العسكرية.
بعض هذه المفاتيح موضوعية، مثل النمو الاقتصادي، في حين أن بعضها ذاتي، مثل كاريزما المرشح.

## المفاتيح الثلاثة عشر
يتكون النظام من 13 عبارة صحيحة أو خاطئة تتعلق بالظروف المحيطة بالانتخابات الرئاسية، حيث تكون الإجابة "صحيح" دائما لصالح الحزب الحاكم.
إذا كانت خمسة مفاتيح أو أقل خاطئة، فهذا يشير إلى الاستقرار السياسي ويتوقع فوز الحزب الحاكم في الانتخابات. إذا كانت ستة أو أكثر من هذه التوقعات خاطئة، فهذا يشير إلى زلزال سياسي ومن المتوقع أن يخسر الحزب الحاكم.
| #  | الاسم                           | الوصف |
| -- | ------------------------------- | --- |
| 1  | تفويض الحزب                     | بعد انتخابات التجديد النصفي، حصل الحزب الحاكم على عدد أكبر من المقاعد في مجلس النواب الأمريكي مقارنة بانتخابات التجديد النصفي السابقة. |
| 2  | لا توجد مسابقة أولية            | لا توجد منافسة جدية على ترشيح الحزب الحالي.                                                                                            |
| 3  | شاغل المنصب يسعى لإعادة انتخابه | المرشح الحزبي الحالي هو الرئيس الحالي.                                                                                                 |
| 4  | لا يوجد طرف ثالث                | لا يوجد طرف ثالث أو حملة مستقلة ذات أهمية.                                                                                             |
| 5  | اقتصاد قوي على المدى القصير     | الاقتصاد ليس في حالة ركود خلال الحملة الانتخابية.                                                                                      |
| 6  | اقتصاد قوي على المدى الطويل     | النمو الاقتصادي الحقيقي للفرد خلال الفترة يساوي أو يفوق متوسط النمو خلال الفترتين السابقتين.                                           |
| 7  | تغيير كبير في السياسة           | الإدارة الحالية تقوم بإجراء تغييرات كبيرة في السياسة الوطنية.                                                                          |
| 8  | لا اضطرابات اجتماعية            | لا يوجد اضطرابات اجتماعية مستمرة خلال الفصل الدراسي.                                                                                   |
| 9  | لا فضيحة                        | الإدارة الحالية لم تشوبها أي فضيحة كبرى.                                                                                               |
| 10 | لا فشل أجنبي أو عسكري           | لم تعاني الإدارة الحالية من أي فشل كبير في الشؤون الخارجية أو العسكرية.                                                                |
| 11 | نجاح عسكري أو أجنبي كبير        | تحقق الإدارة الحالية نجاحاً كبيراً في الشؤون الخارجية أو العسكرية.                                                                       |
| 12 | صاحب الكاريزما الحالية          | المرشح الحزبي الحالي هو شخص كاريزمي أو بطل قومي.                                                                                       |
| 13 | متحدي غير كاريزمي               | مرشح الحزب المنافس ليس شخصية كاريزمية أو بطلاً قومياً.                                                                                   |

### المفتاح 1: تفويض الحزب
يصبح المفتاح 1 (تفويض الحزب) صحيحًا إذا حقق الحزب الحاكم مكاسب صافية في عدد المقاعد في مجلس النواب الأمريكي في الانتخابات الرئاسية والانتخابات النصفية السابقة مجتمعة. على سبيل المثال، يشير ليختمان إلى انتخابات مجلس النواب الأمريكي عام 1982 في منتصف الولاية الأولى لرونالد ريغان عندما خسر الجمهوريون 27 مقعدًا، بما أن الجمهوريين قد حصلوا على 35 مقعدًا في عام 1980، فقد ترك لهم هذا مكسبًا صافيًا قدره ثمانية مقاعد، مما جعل الأمر صحيحًا.
ويقول ليختمان إن الانتخابات النصفية تعكس أداء الحزب الحاكم وتعد مؤشرا على الاتجاهات الانتخابية على مستوى البلاد. وعلاوة على ذلك، إذا كان أداء الحزب الحاكم ضعيفا، فإن الخسارة الكبيرة لمقاعد مجلس النواب يمكن أن تؤثر أيضا على قدرة الرئيس على سنّ السياسات، وهو ما قد يؤدي إلى تحول مفاتيح أخرى إلى مفاتيح خاطئة.
اعتبارًا من انتخابات عام 2020، فاز الحزب الحاكم بالتصويت الشعبي في 12 من أصل 14 مناسبة حقق فيها مكاسب صافية في مقاعد مجلس النواب الأمريكي، مقارنة بالانتخابات النصفية السابقة، وخسر الهيئة الانتخابية في عام 2000، مع وجود استثناءات في عامي 1860 و1952. لقد خسر الحزب الحاكم التصويت الشعبي في 14 من أصل 27 مناسبة كان فيها المفتاح 1 خاطئًا، حيث فاز بالتصويت الشعبي لكنه خسر الهيئة الانتخابية في عامي 1888 و2016 وفاز بالهيئة الانتخابية في عام 1876، مع وجود استثناءات في أعوام 1872 و1900 و1916 و1924 و1940 و1944 و1948 و1964 و1972 و1996 و2012.

### المفتاح الثاني: لا توجد منافسة أولية
يصبح المفتاح 2 (لا توجد منافسة أولية) صحيحا إذا فاز مرشح الحزب الحالي بما لا يقل عن ثلثي إجمالي أصوات المندوبين في الاقتراع الأول في مؤتمر الترشيح، مع عدم وجود انقسامات حزبية عميقة وصريحة.
ويقول ليختمان إن قدرة الحزب الحاكم على الاتحاد خلف مرشح توافقي تعكس الحكم الناجح، في حين أن الترشيح المتنازع عليه يشير إلى صراع داخلي في الحزب ناجم عن ضعف الحكم.
حدثت منافسات أولية بارزة جعلت المفتاح خاطئا في عام 1860 (انقسم الديمقراطيون بين الديمقراطيين الشماليين والديمقراطيين الجنوبيين بشأن العبودية، مع عقد مؤتمرين و 59 بطاقة اقتراع مطلوبة لترشيح ستيفن أ. دوغلاس)، 1896 (بسبب نزاع بين جناح بوربون من الديمقراطيين بقيادة الرئيس الحالي جروفر كليفلاند والجناح الشعبوي من الديمقراطيين بقيادة ويليام جيننغز بريان، تطلب المؤتمر خمس بطاقات اقتراع لترشيح برايان)، 1912 (انقسم الجمهوريون بين المحافظين للرئيس وليام هوارد تافت والتقدميين للرئيس السابق ثيودور روزفلت، مع ترشيح تافت لإعادة انتخابه في الاقتراع الأول للمؤتمر بنسبة 52 % فقط من أصوات المندوبين بعد انسحاب التقدميين)، وفي عام 1968 (كانت هناك انقسامات عميقة وصريحة داخل الديمقراطيين بشأن حرب فيتنام، بما في ذلك المعارضة القوية من قبل الجناح المناهض لحرب فيتنام في الحزب الديمقراطي لترشيح نائب الرئيس هيوبرت همفري).
اعتبارًا من انتخابات عام 2020، فاز الحزب الحاكم بالتصويت الشعبي في 23 من أصل 28 مناسبة عندما كان المفتاح 2 صحيحًا، وخسر الهيئة الانتخابية في عامي 1888 و2000، مع وجود استثناءات في أعوام 1932 و1960 و1992 و2008 و2020. لقد خسر الحزب الحاكم التصويت الشعبي في 11 من أصل 13 مناسبة كان فيها المفتاح 2 خاطئًا، حيث فاز بالتصويت الشعبي لكنه خسر الهيئة الانتخابية في عام 2016 وفاز بالهيئة الانتخابية في عام 1876، باستثناء عام 1880. ومن بين المفاتيح الثلاثة عشر، قال ليختمان إن هذا المفتاح هو أفضل مؤشر على الإطلاق لنتيجة الانتخابات.
وعلى العكس من ذلك، فإن المنافسة الجادة على ترشيح الحزب المنافس لا تضر بفرص انتخاب مرشحه، حيث أن الحزب الضعيف الحاكم غالباً ما يؤدي إلى ازدحام ميدان الانتخابات التمهيدية للحزب المنافس تحسباً لانتخابات عامة يمكن الفوز بها. تتضمن الانتصارات الساحقة التي حققتها الأحزاب في التصويت الشعبي بعد منافسة جادة على ترشيح الحزب، انتصارات الجمهوري أبراهام لينكولن في عام 1860 (10.13 نقطة)، والديمقراطي وودرو ويلسون في عام 1912 (18.67 نقطة)، والجمهوري وارن جي هاردينج في عام 1920 (26.17 نقطة)، والديمقراطي فرانكلين روزفلت في عام 1932 (17.76 نقطة).

### المفتاح 3: شاغل المنصب يسعى لإعادة انتخابه
يقول ليختمان إن الرئيس الحالي الذي يسعى إلى إعادة انتخابه يتمتع بالعديد من المزايا، مثل القدرة على تحديد الأجندة الوطنية، وغالبًا ما يجذب المزيد من اهتمام وسائل الإعلام مقارنة بالرئيس غير الحالي. ويمكن للرئيس أيضًا أن يستفيد من تأثير الالتفاف حول العلم في أوقات الأزمات.
ويقول ليختمان أيضًا إن الرؤساء الذين يترشحون لإعادة انتخابهم نادرًا ما يواجهون أقوى المرشحين من الحزب المنافس، لأنهم عادة ما يمتنعون عن الترشح ما لم يُنظر إلى الرئيس على أنه ضعيف للغاية.
اعتبارًا من انتخابات عام 2020، عندما كان هناك رئيس حالي يترشح لإعادة انتخابه وكان المفتاح 3 صحيحًا، فاز الرئيس بالتصويت الشعبي في 18 مناسبة من أصل 25 مناسبة، وخسر الهيئة الانتخابية في عام 1888. من بين 16 انتخابات مفتوحة للمقاعد (عندما كان المفتاح 3 خاطئًا)، خسر الحزب الحاكم التصويت الشعبي في تسع مناسبات، وفاز بالتصويت الشعبي لكنه خسر الهيئة الانتخابية في عامي 2000 و2016 وفاز بالهيئة الانتخابية في عام 1876، مع وجود استثناءات في أعوام 1868 و1880 و1908 و1928 و1988.
ويرتبط مفتاح شاغل المنصب أيضًا بالمفتاح 2 (عدم وجود منافسة أولية)، لأنه يضمن عادةً عدم وجود منافسة جادة على ترشيح الحزب الحاكم. اعتبارًا من انتخابات عام 2020، عندما كان الرئيس يترشح لإعادة انتخابه ولم يواجه أي منافسة جادة على ترشيح حزبه، وبالتالي تحول المفتاح 2 صحيحًا، فاز الرئيس بالتصويت الشعبي في 18 مناسبة من أصل 21 مناسبة، وخسر الهيئة الانتخابية في عام 1888، مع وجود استثناءات في أعوام 1932 و1992 و2020.
إذا كانت هناك منافسة أولية جادة على منصب الرئيس، فإن هذا يدل على استياء كبير داخل حزبهم وبالتالي بين الناخبين على نطاق أوسع. في جميع المناسبات الأربع التي ترشح فيها الرئيس لإعادة انتخابه وثبت خطأ المفتاح 2، في أعوام 1892 و1912 و1976 و1980، كان يُهزم الرئيس.

### المفتاح 4: لا يوجد طرف ثالث
يُصبح المفتاح 4 (لا يوجد طرف ثالث) خاطئًا إذا كان هناك مرشح رئيسي غير المرشحي الديمقراطيين والجمهوريين.
كانت الانتخابات الرئاسية الأمريكية منذ عام 1860 عبارة عن منافسات ثنائية بين الديمقراطيين والجمهوريين إلى حد كبير، حيث لم يقترب أي مرشح من حزب ثالث من الفوز. يقول ليختمان إنه إذا كان مرشح حزب ثالث يتمتع بشعبية غير عادية، فإن هذا يشير إلى استياء كبير من أداء الحزب الحاكم ويحسب ضده، وهو يعرّف الأحزاب الثالثة بأنها إما دائمة (لديها دوائر انتخابية صغيرة ومخلصة) أو متمردة (ترتفع استجابة لظروف معينة).
بأثر رجعي، يُصبح المفتاح خاطئًا إذا فاز مرشح حزب ثالث بنسبة 5% أو أكثر من الأصوات الشعبية الوطنية أو كان هناك انقسام كبير في الحزب الحاكم، على سبيل المثال، في عام 1948، انفصل كل من هنري والاس وستروم ثورموند عن الديمقراطيين وأداروا حملات تمردية ملحوظة، مما أدى إلى جعل المفتاح خاطئا للرئيس هاري ترومان على الرغم من عدم فوز أي مرشح حزب ثالث بنسبة 5% من الأصوات الشعبية.
بالنسبة للانتخابات القادمة، يُصبح المفتاح 4 خاطئا إذا حصل مرشح حزب ثالث على 10% أو أكثر من الأصوات في استطلاعات الرأي باستمرار، مما يشير إلى أنه من المرجح أن يحصل على 5% أو أكثر من الأصوات الشعبية الوطنية: عادة ما يكون أداء مرشحي الحزب الثالث أقل من استطلاعات الرأي بنحو النصف، ويقول ليختمان إنهم يميلون إلى التلاشي في حجرة التصويت حيث يركز الناخبون على مرشحي الحزب الرئيسي. المفتاح رقم 4 هو المفتاح الوحيد الذي يتعلق بأي استطلاع للرأي بين المرشحين.
اعتبارًا من انتخابات عام 2020، هُزم الحزب الحاكم في ست من المناسبات التسع التي كان فيها مرشح حزب ثالث مهم، باستثناء أعوام 1924 و1948 و1996. فاز الحزب الحاكم بالتصويت الشعبي في 22 مناسبة من أصل 32 مناسبة كان فيها المفتاح 4 صحيحًا، حيث فاز بالتصويت الشعبي لكنه خسر الهيئة الانتخابية في أعوام 1888 و2000 و2016 وفاز بالهيئة الانتخابية في عام 1876، مع وجود استثناءات في أعوام 1884 و1896 و1920 و1932 و1952 و1960 و1976 و2008 و2020.

### المفتاحان 5 و6: اقتصاد قوي على المدى الطويل والقصير
يُصبح المفتاح 5 (اقتصاد قوي في الأمد القريب) خاطئا إذا كان الاقتصاد في حالة ركود خلال الحملة الانتخابية.
يستشهد ليختمان بالركود الذي حدث في أوائل تسعينيات القرن العشرين كمثال: انتهى الركود في مارس 1991، ولكن المكتب الوطني للبحوث الاقتصادية لم يعلن رسمياً انتهاء الركود إلا بعد مرور خمسين يوماً على الانتخابات، الأمر الذي جعل المفتاح خاطئا بالنسبة لجورج بوش الأب.
اعتبارًا من انتخابات عام 2020، فاز الحزب الحاكم بالتصويت الشعبي في 17 من أصل 22 مناسبة كان فيها المفتاح 6 صحيحًا، وخسر الهيئة الانتخابية في أعوام 1888 و2000 و2016، مع وجود استثناءات في أعوام 1860 و1892 و1912 و1968 و 1980. لقد خسر الحزب الحاكم التصويت الشعبي في 11 من أصل 19 مناسبة كان فيها المفتاح 6 خاطئا، وفاز بالهيئة الانتخابية في عام 1876، باستثناء أعوام 1864 و1908 و1916 و1948 و1972 و1984 و2004 و2012.
يصبح المفتاح 6 (اقتصاد قوي طويل الأجل) صحيحًا إذا كان النمو الاقتصادي الحقيقي للفرد خلال الفترة يساوي أو يتجاوز متوسط النمو خلال الفترتين السابقتين، يذكر ليختمان أن النمو الاقتصادي البطيء يشير إلى افتقار الإدارة إلى القوة.
لقد فاز الحزب الحاكم بالتصويت الشعبي في 17 مناسبة من أصل 21 مناسبة عندما كان مفتاحا الاقتصاد صحيحين، وخسر الهيئة الانتخابية في أعوام 1888، و2000، و2016، مع وجود استثناءات في أعوام 1860، و1892، و1912، و1968. في جميع المناسبات التسع التي كان فيها مفتاحا الاقتصاد خاطئين، خسر الحزب الحاكم التصويت الشعبي، ولم يفز بالهيئة الانتخابية إلا في عام 1876.

### المفتاح 7: تغيير كبير في السياسة
يصبح المفتاح السابع (تغيير كبير في السياسة) صحيحا إذا أعادت الإدارة الحالية توجيه مسار الحكومة أو سنّت تغييرا كبيرا في السياسة له آثار واسعة النطاق على التجارة أو الرفاهة أو التوقعات في البلاد: لا يهم ما إذا كان التغيير يحظى بشعبية لدى الجمهور، ولا يهم القالب الأيديولوجي الذي تم تشكيله منه. لقد كان إلغاء أبراهام لينكولن للعبودية، وإقرار فرانكلين روزفلت للصفقة الجديدة، وإقرار باراك أوباما لقانون الرعاية الصحية الميسرة بمثابة تغييرات سياسية جعلت الأمر حقيقة واقعة.
اعتبارًا من انتخابات عام 2020، فاز الحزب الحاكم بإعادة انتخابه في 15 من أصل 19 مناسبة كان فيها المفتاح 7 صحيحًا، مع وجود استثناءات في أعوام 1892 و1920 و1968 و2020. لقد خسر الحزب الحاكم التصويت الشعبي في 12 من أصل 22 مناسبة كان فيها المفتاح 7 مزيفًا، وفاز بالتصويت الشعبي ولكنه خسر الهيئة الانتخابية في أعوام 1888 و2000 و2016 وفاز بالهيئة الانتخابية في عام 1876، مع وجود استثناءات في أعوام 1872 و1928 و1956 و1972 و1988 و1996 و2004.
غالبًا ما يرتبط هذا المفتاح بمفاتيح أخرى: على سبيل المثال، أدى فشل هربرت هوفر في اتخاذ إجراءات قوية أثناء الكساد الكبير إلى إطالة أمد الكساد، مما أدى بدوره إلى اضطرابات اجتماعية واسعة النطاق، وخسارة جمهوريي هوفر لمقاعد كبيرة في مجلس النواب في انتخابات التجديد النصفي، وترشيح منافس كاريزمي في فرانكلين روزفلت.

### المفتاح 8: لا اضطرابات اجتماعية
يُصبح المفتاح الثامن (لا اضطرابات اجتماعية) خاطئا إذا كانت هناك اضطرابات عنيفة واسعة النطاق ومستمرة أو تترك قضايا حرجة دون حل بحلول وقت الحملة الانتخابية، مما يجعل الناخبين يشككون بشكل جدي في استقرار البلاد.
كانت الحرب الأهلية الأمريكية، والصيف الأحمر عام 1919، والاحتجاجات العنصرية المناهضة لحرب فيتنام عام 1968، واحتجاجات عام 2020 التي أثارتها جريمة قتل جورج فلويد، حوادث اضطرابات كانت خطيرة وواسعة النطاق بما يكفي ليُصبح المفتاح خاطئا. وعلى النقيض من ذلك، فإن إضراب السكك الحديدية العظيم عام 1877، وأعمال الشغب العرقية في تولسا عام 1921، وأعمال الشغب العرقية في ميامي عام 1980، وأعمال الشغب في لوس أنجلوس عام 1992 كانت محلية للغاية بحيث لا يُصبح المفتاح خاطئا.
اعتبارًا من انتخابات عام 2020، خسر الحزب الحاكم التصويت الشعبي في سبع من أصل 11 مناسبة شهدت اضطرابات اجتماعية مستمرة خلال الفترة، وفاز بالتصويت الشعبي لكنه خسر الهيئة الانتخابية في عام 1888، مع وجود استثناءات في أعوام 1864 و1868 و1872. لقد فاز الحزب الحاكم بالتصويت الشعبي في 21 مناسبة من أصل 30 مناسبة كان فيها المفتاح 8 صحيحًا، حيث فاز بالتصويت الشعبي لكنه خسر الهيئة الانتخابية في عامي 2000 و2016 وفاز بالهيئة الانتخابية في عام 1876، مع وجود استثناءات في أعوام 1884 و1912 و 1952 و1960 و1976 و1980 و1992 و2008.

### المفتاح 9: لا فضيحة
المفتاح 9 (لا فضيحة)، وهو المفتاح الذي أعلنه ليختمان باعتباره المفضل لديه شخصيًا، يُصبح خاطئا إذا كان هناك اعتراف ثنائي الحزب بسوء التصرف الخطير المرتبط مباشرة بالرئيس، مثل الفساد الواسع النطاق في مجلس الوزراء و/أو المسؤولين في الإدارة الحالية، أو سوء السلوك الرئاسي الذي يؤدي إلى عزل ثنائي الحزبية. وعلى النقيض من ذلك، يتجاهل الناخبون مزاعم ارتكاب مخالفات تبدو وكأنها نتاج سياسة حزبية أو لا ترتبط مباشرة بالرئيس: على سبيل المثال، لم تنجح محاكمة أندرو جونسون في عام 1868 وقضية إيران كونترا خلال فترة ولاية رونالد ريغان الثانية في تحويل المفتاح إلى حقيقة زائفة.
بدأت فضيحة ووترغيت خلال الفترة الأولى للرئيس الجمهوري ريتشارد نيكسون، لكنها لم تؤثر على مساعي نيكسون لإعادة انتخابه في عام 1972، لأن الناخبين في ذلك الوقت اعتقدوا أنها كانت بمثابة تسجيل نقاط سياسية من قبل الديمقراطيين. بعد إعادة انتخاب نيكسون، ظهرت معلومات جديدة تورطه في الفضيحة وأثارت المخاوف بين الجمهوريين، مما جعل الحقيقة كاذبة: أدت الفضيحة إلى استقالة نيكسون، وساهمت في هزيمة الجمهوريين في عام 1976.
اعتبارًا من انتخابات عام 2020، خسر الحزب الحاكم التصويت الشعبي في أربع من المناسبات الست التي اتُهمت فيها الإدارة الحالية بفضيحة كبرى، حيث فاز بالتصويت الشعبي لكنه خسر الهيئة الانتخابية في عام 2000 وفاز بالهيئة الانتخابية في عام 1876، باستثناء عام 1924. لقد فاز الحزب الحاكم بالتصويت الشعبي في 23 مناسبة من أصل 35 مناسبة كان فيها المفتاح 9 صحيحًا، حيث فاز بالتصويت الشعبي لكنه خسر الهيئة الانتخابية في عامي 1888 و2016، مع وجود استثناءات في أعوام 1860 و1884 و1892 و1896 و1912 و1920 و1932 و1960 و1968 و1980 و1992 و2008.

### المفتاحان 10 و11: الفشل والنجاح الأجنبي أو العسكري
يُصبح المفتاح العاشر (عدم وجود فشل أجنبي أو عسكري) خاطئا إذا حدث فشل يُنظر إليه على أنه يقوض مكانة الولايات المتحدة و/أو يؤدي إلى تآكل الثقة في قيادة الرئيس. ويستشهد ليختمان بالهجوم على بيرل هاربر في عهد فرانكلين روزفلت، وغزو خليج الخنازير الفاشل في عهد جون كينيدي، وانتصار فيتنام الشمالية في حرب فيتنام في عهد جيرالد فورد، وأزمة رهائن إيران في عهد جيمي كارتر باعتبارها إخفاقات حولت المفتاح إلى مفتاح خاطئ. وعلى النقيض من ذلك، فإن المبادرات الدبلوماسية الفاشلة، مثل فشل دوايت أيزنهاور في التفاوض على معاهدة حظر التجارب النووية مع الاتحاد السوفييتي، لم تُحوّل المفتاح إلى خاطئ.
اعتبارًا من انتخابات عام 2020، هُزم الحزب الحاكم في سبع من أصل 11 مناسبة عانت فيها الإدارة الحالية من فشل كبير في الشؤون الخارجية أو العسكرية، باستثناء أعوام 1944 و1948 و1964 و2004. لقد فاز الحزب الحاكم بالتصويت الشعبي في 21 مناسبة من أصل 30 مناسبة كان فيها الرقم 10 صحيحًا، حيث فاز بالتصويت الشعبي لكنه خسر الهيئة الانتخابية في أعوام 1888 و2000 و2016 وفاز بالهيئة الانتخابية في عام 1876، مع وجود استثناءات في أعوام 1860 و1884 و1892 و1896 و1912 و1932 و1992 و2020.
يصبح المفتاح 11 (نجاح عسكري أو أجنبي كبير) صحيحاً إذا كان الإنجاز يُنظر إليه على أنه يُحسّن من هيبة ومصالح الولايات المتحدة. ويستشهد ليختمان بتشكيل حلف شمال الأطلسي في عهد هاري ترومان، وتفاوض دوايت أيزنهاور على هدنة في الحرب الكورية، وتعامل جون كينيدي مع أزمة الصواريخ الكوبية، ومقتل أسامة بن لادن في عهد باراك أوباما باعتبارها نجاحات حولت المفتاح إلى حقيقة.
اعتبارًا من انتخابات عام 2020، فاز الحزب الحاكم بإعادة انتخابه في 17 مناسبة من أصل 21 مناسبة حقق فيها نجاحًا كبيرًا في الشؤون الخارجية أو العسكرية، باستثناء أعوام 1920 و1952 و1980 و1992. لقد خسر الحزب الحاكم التصويت الشعبي في 12 من أصل 20 مناسبة كان فيها المفتاح 11 خاطئا، وفاز بالتصويت الشعبي لكنه خسر الهيئة الانتخابية في أعوام 1888 و2000 و2016 وفاز بالهيئة الانتخابية في عام 1876، مع وجود استثناءات في أعوام 1880 و1936 و1940 و1984 و1996.
لقد فاز الحزب الحاكم بإعادة انتخابه في 13 من أصل 14 مناسبة كانت فيها مفاتيح الشؤون الخارجية والعسكرية صحيحة، باستثناء عام 1992. في جميع المناسبات الأربع التي كانت فيها مفاتيح الشؤون الخارجية والعسكرية خاطئة، في أعوام 1960، و 1968، و1976، و 2008، هُزم الحزب الحاكم.

### المفتاحان 12 و13: كاريزما المرشح
يُصبح المفتاح 12 (المرشح الحالي الكاريزماتي) صحيحا إذا كان مرشح الحزب الحالي كاريزميًا أو بطلاً قوميًا، بينما يُصبح المفتاح 13 (المنافس غير الكاريزمي) خاطئا إذا كان مرشح الحزب المنافس كاريزميًا أو بطلاً قوميًا. المفتاح 13 هو المفتاح الوحيد الذي يتعلق بالحزب المنافس.
يعرف ليختمان المرشح الكاريزمي بأنه الشخص الذي يتمتع بشخصية مقنعة أو ديناميكية بشكل غير عادي تمنحه جاذبية واسعة تمتد إلى الناخبين خارج قاعدة حزبه. بعد دراسة المسيرة السياسية لجميع المرشحين الرئاسيين التاريخيين، وجد ليختمان أن جيمس جي بلين، ووليام جيننغز بريان، وثيودور روزفلت، وفرانكلين روزفلت، وجون كينيدي، ورونالد ريغان، وباراك أوباما كانوا يتمتعون بكاريزما استثنائية بما يكفي لإحداث فرق ملموس في مسارهم السياسي. على النقيض من ذلك، وجد ليختمان أنه في حين كان لدى دونالد ترامب جاذبية شديدة، إلا أنها كانت لدى شريحة ضيقة فقط من الناخبين، على عكس الجاذبية الواسعة التي كان يتمتع بها رونالد ريغان لدى الناخبين الديمقراطيين التقليديين.
قال ليختمان إنه من الممكن أن يفقد المرشحون مكانتهم الكاريزمية، حيث كان يُنظر إلى وليام جيننغز بريان على أنه كاريزمي وملهم في عامي 1896 و1900، لكن جاذبيته بين الناخبين تلاشت وأصبح موضوعًا للسخرية المتكررة من الصحافة في عام 1908، بينما أظهر باراك أوباما الكاريزما في عام 2008 لكنه فشل في تحقيق نفس النجاح في التواصل مع الناخبين في عام 2012.
يعرف ليختمان المرشح بأنه بطل وطني إذا كان الجمهور ينظر إليه على أنه لعب دورًا حاسمًا في نجاح مسعى وطني. فقد وجد أن يوليسيس جرانت ودوايت أيزنهاور كانا يُنظر إليهما على أنهما بطلان وطنيان، حيث كان كلاهما من قادة الحرب العظماء الذين لعبوا دورًا فعالاً في تحقيق انتصارات أمريكية كبرى. وعلى النقيض من ذلك، قال إنه في حين أعجب العديد من الأميركيين بجون ماكين لخدمته العسكرية، إلا أنه لم يُنظر إليه باعتباره بطلاً قومياً لأنه لم يقُد البلاد خلال الحرب.
اعتبارًا من انتخابات عام 2020، فاز الحزب الحاكم بإعادة انتخابه في ثماني مناسبات من أصل عشر مرات كان فيها المفتاح 12 صحيحًا، باستثناء عامي 1884 و1896. وهُزم الحزب الحاكم في خمس مناسبات من أصل ست مناسبات كان فيها المفتاح 13 خاطئًا، باستثناء عام 1900.

## التطبيق بأثر رجعي على الانتخابات (1860-1980)
أثناء تطوير المفاتيح، طبقها ليختمان بأثر رجعي على كل انتخابات رئاسية أمريكية من عام 1860 إلى عام 1980.
كان انتخاب الرئيس الجمهوري ثيودور روزفلت في عام 1904 هو المناسبة الوحيدة التي كانت فيها جميع المفاتيح الثلاثة عشر صحيحة للحزب الحاكم. كانت انتخابات أعوام 1876 و1960 و2008 (الانتخابات التي تنبأت بها المفاتيح بشكل استباقي) جميعها تحتوي على تسعة مفاتيح خاطئة ضد الحزب الحاكم، والذي كان الجمهوريون في جميع المناسبات الثلاث.
بالنسبة للانتخابات بين عامي 1860 و1980، كانت المفاتيح تتوافق مع الفائز بالتصويت الشعبي في جميع الانتخابات الـ31، وتتوافق مع الرئيس المنتخب في جميع الانتخابات باستثناء اثنتين.
كانت الاستثناءات على النحو التالي:
- في عام 1876، عندما كان هناك تسعة مفاتيح خاطئة ضد الجمهوريين الحاليين، مما يشير إلى هزيمة المرشح الجمهوري رذرفورد هايز فاز المرشح الديمقراطي صامويل تيلدن بأغلبية الأصوات الشعبية، لكن لجنة انتخابية أعلنت هايز فائزًا بالهيئة الانتخابية بصوت واحد في انتخابات متنازع عليها، وبالتالي انتُخب هايز رئيسًا.
- في عام 1888، عندما كان هناك خمسة مفاتيح خاطئة ضد الديمقراطيين الحاليين، مما يشير إلى إعادة انتخاب الرئيس الديمقراطي جروفر كليفلاند. فاز كليفلاند بالتصويت الشعبي، لكن المرشح الجمهوري بنجامين هاريسون فاز بالهيئة الانتخابية وبالتالي انتُخب رئيسًا.[16][37][38]

### جدول
| الانتخابات | مرشح الحزب الحالي                        | مرشح الحزب المنافس                       | تفويض الحزب | لا توجد منافسة أولية | الرئيس الحالي يسعى لإعادة الانتخاب | لا يوجد حزب ثالث | اقتصاد قوي على المدى القصير | اقتصاد قوي على المدى الطويل | تغيير كبير في السياسات | عدم وجود اضطرابات اجتماعية | عدم وجود فضائح | عدم وجود إخفاقات خارجية أو عسكرية | نجاح كبير خارجي أو عسكري | الرئيس الحالي ذو كاريزما | المنافس بدون كاريزما | مفاتيح خاطئة | الفائز المتوقع    | الفائز الفعلي     |
| ---------- | ---------------------------------------- | ---------------------------------------- | ----------- | -------------------- | ---------------------------------- | ---------------- | --------------------------- | --------------------------- | ---------------------- | -------------------------- | -------------- | --------------------------------- | ------------------------ | ------------------------ | -------------------- | ------------ | ----------------- | ----------------- |
| 1860       | ستيفن أ. دوغلاس (ديمقراطي)               | أبراهام لينكون (جمهوري)                  | صحيح        | خطأ                  | خطأ                                | خطأ              | صحيح                        | صحيح                        | خطأ                    | خطأ                        | صحيح           | صحيح                              | خطأ                      | خطأ                      | صحيح                 | 7            | أبراهام لينكون    | أبراهام لينكون    |
| 1864       | أبراهام لينكون (اتحادي/جمهوري)           | George McClellan (ديمقراطي)              | صحيح        | صحيح                 | صحيح                               | صحيح             | صحيح                        | خطأ                         | صحيح                   | خطأ                        | صحيح           | صحيح                              | صحيح                     | خطأ                      | صحيح                 | 3            | أبراهام لينكون    | أبراهام لينكون    |
| 1868       | يوليسيس جرانت (جمهوري)                   | هوراشيو سايمور (سياسي أمريكي) (ديمقراطي) | صحيح        | صحيح                 | خطأ                                | صحيح             | صحيح                        | صحيح                        | صحيح                   | خطأ                        | صحيح           | صحيح                              | صحيح                     | صحيح                     | صحيح                 | 2            | يوليسيس جرانت     | يوليسيس جرانت     |
| 1868       | هوراشيو سايمور (سياسي أمريكي) (ديمقراطي) | يوليسيس جرانت (جمهوري)                   | خطأ         | خطأ                  | خطأ                                | صحيح             | صحيح                        | صحيح                        | صحيح                   | خطأ                        | صحيح           | صحيح                              | صحيح                     | خطأ                      | خطأ                  | 6            | يوليسيس جرانت     | يوليسيس جرانت     |
| 1872       | يوليسيس جرانت (جمهوري)                   | هوراس غريلي (ديمقراطي/ليبرالي)           | خطأ         | صحيح                 | صحيح                               | صحيح             | صحيح                        | صحيح                        | خطأ                    | خطأ                        | صحيح           | صحيح                              | صحيح                     | صحيح                     | صحيح                 | 3            | يوليسيس جرانت     | يوليسيس جرانت     |
| 1876       | رذرفورد هايز (جمهوري)                    | صامويل تيلدن (ديمقراطي)                  | خطأ         | خطأ                  | خطأ                                | صحيح             | خطأ                         | خطأ                         | خطأ                    | صحيح                       | خطأ            | صحيح                              | خطأ                      | خطأ                      | صحيح                 | 9            | صامويل تيلدن      | رذرفورد هايز      |
| 1880       | جيمس جارفيلد (جمهوري)                    | وينفيلد سكوت هانكوك (ديمقراطي)           | صحيح        | خطأ                  | خطأ                                | صحيح             | صحيح                        | صحيح                        | صحيح                   | صحيح                       | صحيح           | صحيح                              | خطأ                      | خطأ                      | صحيح                 | 4            | جيمس جارفيلد      | جيمس جارفيلد      |
| 1884       | جيمس جي بلين (جمهوري)                    | جروفر كليفلاند (ديمقراطي)                | خطأ         | خطأ                  | خطأ                                | صحيح             | خطأ                         | خطأ                         | خطأ                    | صحيح                       | صحيح           | صحيح                              | خطأ                      | صحيح                     | صحيح                 | 7            | جروفر كليفلاند    | جروفر كليفلاند    |
| 1888       | جروفر كليفلاند (ديمقراطي)                | بنجامين هاريسون (جمهوري)                 | خطأ         | صحيح                 | صحيح                               | صحيح             | صحيح                        | صحيح                        | خطأ                    | خطأ                        | صحيح           | صحيح                              | خطأ                      | خطأ                      | صحيح                 | 5            | جروفر كليفلاند    | بنجامين هاريسون   |
| 1892       | بنجامين هاريسون (جمهوري)                 | جروفر كليفلاند (ديمقراطي)                | خطأ         | خطأ                  | صحيح                               | خطأ              | صحيح                        | صحيح                        | صحيح                   | خطأ                        | صحيح           | صحيح                              | خطأ                      | خطأ                      | صحيح                 | 6            | جروفر كليفلاند    | جروفر كليفلاند    |
| 1896       | وليام جيننغز بريان (ديمقراطي)            | ويليام ماكينلي (جمهوري)                  | خطأ         | خطأ                  | خطأ                                | صحيح             | خطأ                         | خطأ                         | خطأ                    | خطأ                        | صحيح           | صحيح                              | خطأ                      | صحيح                     | صحيح                 | 8            | ويليام ماكينلي    | ويليام ماكينلي    |
| 1900       | ويليام ماكينلي (جمهوري)                  | وليام جيننغز بريان (ديمقراطي)            | خطأ         | صحيح                 | صحيح                               | صحيح             | صحيح                        | صحيح                        | صحيح                   | صحيح                       | صحيح           | صحيح                              | صحيح                     | خطأ                      | خطأ                  | 3            | ويليام ماكينلي    | ويليام ماكينلي    |
| 1904       | ثيودور روزفلت (جمهوري)                   | Alton Brooks Parker (ديمقراطي)           | صحيح        | صحيح                 | صحيح                               | صحيح             | صحيح                        | صحيح                        | صحيح                   | صحيح                       | صحيح           | صحيح                              | صحيح                     | صحيح                     | صحيح                 | 0            | ثيودور روزفلت     | ثيودور روزفلت     |
| 1908       | ويليام هوارد تافت (جمهوري)               | وليام جيننغز بريان (ديمقراطي)            | صحيح        | صحيح                 | خطأ                                | صحيح             | صحيح                        | خطأ                         | صحيح                   | صحيح                       | صحيح           | صحيح                              | صحيح                     | خطأ                      | صحيح                 | 3            | ويليام هوارد تافت | ويليام هوارد تافت |
| 1912       | ويليام هوارد تافت (جمهوري)               | وودرو ويلسون (ديمقراطي)                  | خطأ         | خطأ                  | صحيح                               | خطأ              | صحيح                        | صحيح                        | خطأ                    | صحيح                       | صحيح           | صحيح                              | خطأ                      | خطأ                      | صحيح                 | 6            | وودرو ويلسون      | وودرو ويلسون      |
| 1916       | وودرو ويلسون (ديمقراطي)                  | تشارلز إيفانز هيوز (جمهوري)              | خطأ         | صحيح                 | صحيح                               | صحيح             | صحيح                        | خطأ                         | صحيح                   | صحيح                       | صحيح           | صحيح                              | صحيح                     | خطأ                      | صحيح                 | 3            | وودرو ويلسون      | وودرو ويلسون      |
| 1920       | جيمس م. كوكس (ديمقراطي)                  | وارن جي. هاردينغ (جمهوري)                | خطأ         | خطأ                  | خطأ                                | صحيح             | خطأ                         | خطأ                         | صحيح                   | خطأ                        | صحيح           | خطأ                               | صحيح                     | خطأ                      | صحيح                 | 8            | وارن جي. هاردينغ  | وارن جي. هاردينغ  |
| 1924       | كالفين كوليدج (جمهوري)                   | جون دبليو. ديفيس (ديمقراطي)              | خطأ         | صحيح                 | صحيح                               | خطأ              | صحيح                        | صحيح                        | صحيح                   | صحيح                       | خطأ            | صحيح                              | صحيح                     | خطأ                      | صحيح                 | 4            | كالفين كوليدج     | كالفين كوليدج     |
| 1928       | هربرت هوفر (جمهوري)                      | آل سميث (ديمقراطي)                       | صحيح        | صحيح                 | خطأ                                | صحيح             | صحيح                        | صحيح                        | خطأ                    | صحيح                       | صحيح           | صحيح                              | صحيح                     | خطأ                      | صحيح                 | 3            | هربرت هوفر        | هربرت هوفر        |
| 1932       | هربرت هوفر (جمهوري)                      | فرانكلين روزفلت (ديمقراطي)               | خطأ         | صحيح                 | صحيح                               | صحيح             | خطأ                         | خطأ                         | خطأ                    | خطأ                        | صحيح           | صحيح                              | خطأ                      | خطأ                      | خطأ                  | 8            | فرانكلين روزفلت   | فرانكلين روزفلت   |
| 1936       | فرانكلين روزفلت (ديمقراطي)               | Alf Landon (جمهوري)                      | صحيح        | صحيح                 | صحيح                               | صحيح             | صحيح                        | صحيح                        | صحيح                   | صحيح                       | صحيح           | صحيح                              | خطأ                      | صحيح                     | صحيح                 | 1            | فرانكلين روزفلت   | فرانكلين روزفلت   |
| 1940       | فرانكلين روزفلت (ديمقراطي)               | ويندل ويلكي (جمهوري)                     | خطأ         | صحيح                 | صحيح                               | صحيح             | صحيح                        | صحيح                        | صحيح                   | صحيح                       | صحيح           | صحيح                              | خطأ                      | صحيح                     | صحيح                 | 2            | فرانكلين روزفلت   | فرانكلين روزفلت   |
| 1944       | فرانكلين روزفلت (ديمقراطي)               | Thomas Dewey (جمهوري)                    | خطأ         | صحيح                 | صحيح                               | صحيح             | صحيح                        | صحيح                        | صحيح                   | صحيح                       | صحيح           | خطأ                               | صحيح                     | صحيح                     | صحيح                 | 2            | فرانكلين روزفلت   | فرانكلين روزفلت   |
| 1948       | هاري ترومان (ديمقراطي)                   | Thomas Dewey (جمهوري)                    | خطأ         | صحيح                 | صحيح                               | خطأ              | صحيح                        | خطأ                         | صحيح                   | صحيح                       | صحيح           | خطأ                               | صحيح                     | خطأ                      | صحيح                 | 5            | هاري ترومان       | هاري ترومان       |
| 1952       | أدلاي ستيفنسون الثاني (ديمقراطي)         | دوايت أيزنهاور (جمهوري)                  | صحيح        | خطأ                  | خطأ                                | صحيح             | صحيح                        | خطأ                         | خطأ                    | صحيح                       | خطأ            | خطأ                               | صحيح                     | خطأ                      | خطأ                  | 8            | دوايت أيزنهاور    | دوايت أيزنهاور    |
| 1956       | دوايت أيزنهاور (جمهوري)                  | أدلاي ستيفنسون الثاني (ديمقراطي)         | صحيح        | صحيح                 | صحيح                               | صحيح             | صحيح                        | صحيح                        | خطأ                    | صحيح                       | صحيح           | صحيح                              | صحيح                     | صحيح                     | صحيح                 | 1            | دوايت أيزنهاور    | دوايت أيزنهاور    |
| 1960       | ريتشارد نيكسون (جمهوري)                  | جون كينيدي (ديمقراطي)                    | خطأ         | صحيح                 | خطأ                                | صحيح             | خطأ                         | خطأ                         | خطأ                    | صحيح                       | صحيح           | خطأ                               | خطأ                      | خطأ                      | خطأ                  | 9            | جون كينيدي        | جون كينيدي        |
| 1964       | ليندون جونسون (ديمقراطي)                 | باري جولدواتر (جمهوري)                   | خطأ         | صحيح                 | صحيح                               | صحيح             | صحيح                        | صحيح                        | صحيح                   | صحيح                       | صحيح           | خطأ                               | صحيح                     | خطأ                      | صحيح                 | 3            | ليندون جونسون     | ليندون جونسون     |
| 1968       | هيوبرت همفري (ديمقراطي)                  | ريتشارد نيكسون (جمهوري)                  | خطأ         | خطأ                  | خطأ                                | خطأ              | صحيح                        | صحيح                        | صحيح                   | خطأ                        | صحيح           | خطأ                               | خطأ                      | خطأ                      | صحيح                 | 8            | ريتشارد نيكسون    | ريتشارد نيكسون    |
| 1972       | ريتشارد نيكسون (جمهوري)                  | جورج ماكغفرن (ديمقراطي)                  | خطأ         | صحيح                 | صحيح                               | صحيح             | صحيح                        | خطأ                         | خطأ                    | صحيح                       | صحيح           | صحيح                              | صحيح                     | خطأ                      | صحيح                 | 4            | ريتشارد نيكسون    | ريتشارد نيكسون    |
| 1976       | جيرالد فورد (جمهوري)                     | جيمي كارتر (ديمقراطي)                    | خطأ         | خطأ                  | صحيح                               | صحيح             | صحيح                        | خطأ                         | خطأ                    | صحيح                       | خطأ            | خطأ                               | خطأ                      | خطأ                      | صحيح                 | 8            | جيمي كارتر        | جيمي كارتر        |
| 1980       | جيمي كارتر (ديمقراطي)                    | رونالد ريغان (جمهوري)                    | خطأ         | خطأ                  | صحيح                               | خطأ              | خطأ                         | صحيح                        | خطأ                    | صحيح                       | صحيح           | خطأ                               | صحيح                     | خطأ                      | خطأ                  | 8            | رونالد ريغان      | رونالد ريغان      |

## سجل تنبؤات ليختمان (1984-حتى الآن)
باستخدام المفاتيح الثلاثة عشر، تنبأ ليختمان بشكل صحيح بنتائج التصويت الشعبي في تسع من الانتخابات الرئاسية العشرة من عام 1984 إلى عام 2020، وتنبأ بشكل صحيح بالرئيس المنتخب في تسع من الانتخابات العشر.
الاستثناءات في سجله هي كما يلي:
- في عام 2000، كان هناك خمسة مفاتيح خاطئة ضد الديمقراطيين الحاليين، حيث تنبأ ليختمان بانتخاب المرشح الديمقراطي الأوفر حظًا، نائب الرئيس آل جور في نوفمبر 1999.[39] فاز جور بالتصويت الشعبي، لكن المحكمة العليا أعلنت المرشح الجمهوري جورج دبليو بوش فائزًا بالهيئة الانتخابية وبالتالي انتُخب رئيسًا.
  - زعم ليختمان أنه في عام 2000، تنبأ على وجه التحديد بالفائز بالتصويت الشعبي، والذي فاز به جور.[40] في كتابه "المفاتيح الثلاثة عشر للرئاسة" الصادر عام 1988، عرّف ليختمان نموذجه بأنه يتنبأ بنتيجة التصويت الشعبي،[41] لكنه لم يذكر القراء بهذه الفروق الدقيقة في مقالاته الصحفية التي قدم فيها تنبؤه لعام 2000؛[39][42] لقد تنبأ ببساطة بفوز جور. ويزعم ليختمان كذلك أن جور كان الفائز الشرعي في انتخابات عام 2000، وخسر بسبب فرز الأصوات بشكل غير سليم في فلوريدا.[43]
- في عام 2016، عندما كانت هناك ستة مفاتيح خاطئة ضد الديمقراطيين الحاليين، توقع ليختمان انتخاب المرشح الجمهوري دونالد ترامب في سبتمبر 2016. خسر ترامب التصويت الشعبي، لكنه فاز بالهيئة الانتخابية وبالتالي انتُخب رئيسًا.
  - كان ليختمان قد أوضح سابقًا أن المفاتيح تنبأت فقط بالتصويت الشعبي، وليس بنتيجة المجمع الانتخابي، ويدعي أنه في عام 2016، تحول إلى التنبؤ بنتيجة المجمع الانتخابي،[44] لكن هذا الادعاء لا تدعمه كتبه وأوراقه من عام 2016، والتي ذكرت صراحةً أن المفاتيح تتنبأ بالتصويت الشعبي.[7][8][45] ادعى ليختمان بشكل منفصل أنه بدأ في التنبؤ بنتيجة المجمع الانتخابي بدلاً من التصويت الشعبي بعد عام 2000 وفي عام 2016،[46][47] موضحًا أن التناقضات بين المجمع الانتخابي والتصويت الشعبي قد زادت بشكل كبير، حيث يتمتع الديمقراطيون بميزة كبيرة في الفوز بالتصويت الشعبي ولكن ليس لديهم مثل هذه الميزة في المجمع الانتخابي.

### جدول
| الانتخابات | مرشح الحزب الحالي         | مرشح الحزب المنافس       | تفويض الحزب | لا توجد منافسة أولية | الرئيس الحالي يسعى لإعادة الانتخاب | لا يوجد حزب ثالث | اقتصاد قوي على المدى القصير | اقتصاد قوي على المدى الطويل | تغيير كبير في السياسات | عدم وجود اضطرابات اجتماعية | عدم وجود فضائح | عدم وجود إخفاقات خارجية أو عسكرية | نجاح كبير خارجي أو عسكري | الرئيس الحالي ذو كاريزما | المنافس بدون كاريزما | مفاتيح خاطئة | الفائز المتوقع | الفائز الفعلي  |
| ---------- | ------------------------- | ------------------------ | ----------- | -------------------- | ---------------------------------- | ---------------- | --------------------------- | --------------------------- | ---------------------- | -------------------------- | -------------- | --------------------------------- | ------------------------ | ------------------------ | -------------------- | ------------ | -------------- | -------------- |
| 1984       | رونالد ريغان (جمهوري)     | والتر مونديل (ديمقراطي)  | صحيح        | صحيح                 | صحيح                               | صحيح             | صحيح                        | خطأ                         | صحيح                   | صحيح                       | صحيح           | صحيح                              | خطأ                      | صحيح                     | صحيح                 | 2            | رونالد ريغان   | رونالد ريغان   |
| 1988       | جورج بوش الأب (جمهوري)    | مايكل دوكاكيس (ديمقراطي) | صحيح        | صحيح                 | خطأ                                | صحيح             | صحيح                        | صحيح                        | خطأ                    | صحيح                       | صحيح           | صحيح                              | صحيح                     | خطأ                      | صحيح                 | 3            | جورج بوش الأب  | جورج بوش الأب  |
| 1992       | جورج بوش الأب (جمهوري)    | بيل كلينتون (ديمقراطي)   | خطأ         | صحيح                 | صحيح                               | خطأ              | خطأ                         | خطأ                         | خطأ                    | صحيح                       | صحيح           | صحيح                              | صحيح                     | خطأ                      | صحيح                 | 6            | بيل كلينتون    | بيل كلينتون    |
| 1996       | بيل كلينتون (ديمقراطي)    | بوب دول (جمهوري)         | خطأ         | صحيح                 | صحيح                               | خطأ              | صحيح                        | صحيح                        | خطأ                    | صحيح                       | صحيح           | صحيح                              | خطأ                      | خطأ                      | صحيح                 | 5            | بيل كلينتون    | بيل كلينتون    |
| 2000       | آل جور (ديمقراطي)         | جورج بوش الابن (جمهوري)  | صحيح        | صحيح                 | خطأ                                | صحيح             | صحيح                        | صحيح                        | خطأ                    | صحيح                       | خطأ            | صحيح                              | خطأ                      | خطأ                      | صحيح                 | 5            | آل جور         | جورج بوش الابن |
| 2004       | جورج بوش الابن (جمهوري)   | جون كيري (ديمقراطي)      | صحيح        | صحيح                 | صحيح                               | صحيح             | صحيح                        | خطأ                         | خطأ                    | صحيح                       | صحيح           | خطأ                               | صحيح                     | خطأ                      | صحيح                 | 4            | جورج بوش الابن | جورج بوش الابن |
| 2008       | جون ماكين (جمهوري)        | باراك أوباما (ديمقراطي)  | خطأ         | صحيح                 | خطأ                                | صحيح             | خطأ                         | خطأ                         | خطأ                    | صحيح                       | صحيح           | خطأ                               | خطأ                      | خطأ                      | خطأ                  | 9            | باراك أوباما   | باراك أوباما   |
| 2012       | باراك أوباما (ديمقراطي)   | ميت رومني (جمهوري)       | خطأ         | صحيح                 | صحيح                               | صحيح             | صحيح                        | خطأ                         | صحيح                   | صحيح                       | صحيح           | صحيح                              | صحيح                     | خطأ                      | صحيح                 | 3            | باراك أوباما   | باراك أوباما   |
| 2016       | هيلاري كلينتون (ديمقراطي) | دونالد ترامب (جمهوري)    | خطأ         | خطأ                  | خطأ                                | صحيح             | صحيح                        | صحيح                        | خطأ                    | صحيح                       | صحيح           | صحيح                              | خطأ                      | خطأ                      | صحيح                 | 6            | دونالد ترامب   | دونالد ترامب   |
| 2020       | دونالد ترامب (جمهوري)     | جو بايدن (ديمقراطي)      | خطأ         | صحيح                 | صحيح                               | صحيح             | خطأ                         | خطأ                         | صحيح                   | خطأ                        | خطأ            | صحيح                              | خطأ                      | خطأ                      | صحيح                 | 7            | جو بايدن       | جو بايدن       |
| 2024       | كامالا هاريس (ديمقراطي)   | دونالد ترامب (جمهوري)    | خطأ         | صحيح                 | خطأ                                | صحيح             | صحيح                        | صحيح                        | صحيح                   | صحيح                       | صحيح           | خطأ                               | صحيح                     | خطأ                      | صحيح                 | 4            | كامالا هاريس   | دونالد ترامب   |

## الاستقبال

### التغطية الإعلامية
حظي نموذج ليختمان بتغطية إعلامية كبيرة في يوليو 2010 بعد أن أصدر توقعاته لانتخابات عام 2012، وتوقع فوز باراك أوباما بإعادة انتخابه.
حظي ليختمان مرة أخرى باهتمام إعلامي كبير لكونه أحد المتنبئين القلائل الذين توقعوا بشكل صحيح فوز دونالد ترامب في انتخابات عام 2016. بعد الانتخابات، أرسل ترامب إلى ليختمان نسخة مؤطرة من توقعاته في صحيفة واشنطن بوست موقعة برسالة "أستاذ - مبروك، قرار جيد".

### النقد
تلقى نموذج ليختمان انتقادات كبيرة من علماء السياسة والصحفيين والمعلقين. انتقد جيمس إي. كامبل، أستاذ العلوم السياسية في جامعة بافالو، المفاتيح بسبب ذاتيتها، مشيرًا إلى أنه غالبًا ما يتم الحكم عليها "في عين الناظر" (in the eye of the beholder).
انتقد لارس إيمرسون ومايكل لوفيتو، وهما مراسلان وخريجان من الجامعة الأميركية، حيث يُدرّس ليختمان، السجل التنبؤي للمفاتيح، مشيرين إلى أن ليختمان ادّعى الفضل في التنبؤ بالنتيجة في عام 2016، على الرغم من توقع فوز دونالد ترامب في التصويت الشعبي. اقترحا أن المفاتيح ليست أكثر دقة من استطلاعات الرأي، مشيرين إلى أنه "إذا أخذت من تقدم في استطلاعات الرأي من كل انتخابات من عام 1984 إلى عام 2020 وتوقعت فوزه، فستكون قد توقعت 9/10 انتخابات بشكل صحيح، وهو نفس السجل الذي يمكن أن يدعيه ليختمان". تعتقد جوليا أزاري، الأستاذة في جامعة ماركيت، أن المفاتيح مفيدة كنقطة انطلاق لتقييم السباق، لكنها لا تشكل "نموذجًا". دافع ليختمان بقوة ضد هذه الآراء.

#### رأي بنيت سيلفر
أعرب الإحصائي نيت سيلفر من (FiveThirtyEight) عن عدة انتقادات لنموذج المفاتيح الثلاثة عشر، وخاصة فيما يتعلق بذاتية مفاتيح معينة، وخاصة كاريزما المرشح، وزعم أن العديد من المفاتيح الأخرى، مثل النمو الاقتصادي الطويل الأجل، يمكن أن تكون أمثلة على جرف البيانات أو فرط الملاءمة. أعرب سيلفر عن قلقه من أن "الأمر ليس أنه اكتشف المجموعة الصحيحة من المفاتيح بل إنه صانع أقفال ويمكنه الاستمرار في سك مفاتيح جديدة حتى يفتح جميع الأبواب الثمانية والثلاثين". بالإضافة إلى ذلك، انتقد حقيقة أن مفتاحين فقط من المفاتيح يعتمدان على عوامل اقتصادية، على الرغم من أن الاقتصاد يشكل مصدر قلق أساسي لغالبية الناخبين. كما زعم سيلفر أن تنبؤ ليختمان لعام 2016 كان يعني فوز ترامب في التصويت الشعبي، وهو ما لم يحدث.
وأشار سيلفر إلى بيانات الانتخابات التاريخية لتعزيز انتقاده، موضحًا أن هامش النصر أو الهزيمة يمكن أن يختلف بشكل كبير في الانتخابات التي بها نفس عدد المفاتيح الخاطئة. على سبيل المثال، في انتخابات 1880 و1924 و1972 و2004، كان لكل منها أربعة مفاتيح خاطئة ضد الحزب الحاكم، والتي يتوقع النموذج فوزًا بنسبة 6.45 نقطة، ومع ذلك كانت هوامش الفوز في كل انتخابات 0.09 نقطة (1880)، و25.22 نقطة (1924)، و23.15 نقطة (1972)، و2.46 نقطة (2004).
وبالمثل، في انتخابات عام 1960، كان هناك تسعة مفاتيح خاطئة ضد الجمهوريين الحاكمين، والتي يتوقع النموذج خسارة ساحقة قدرها 11 نقطة. ومع ذلك، خسر المرشح الجمهوري ريتشارد نيكسون بفارق 0.17 نقطة فقط أمام المرشح الديمقراطي جون كينيدي. كما أشار سيلفر إلى أن انتخابات عام 1932 كانت بها ثمانية مفاتيح خاطئة للجمهوريين الحاليين، وتوقع خسارة 7.51 نقطة، لكن الرئيس هربرت هوفر خسر بفارق 17.76 نقطة في هزيمة ساحقة أمام فرانكلين روزفلت.
حسب سيلفر، فإنه اعتبارًا من عام 2020، كانت توقعات النموذج لهوامش التصويت الشعبي بهامش خطأ متوسط يبلغ ±5.94 نقطة، مع مجال ثقة 95٪ ±15.43 نقطة، وقيمة معامل التحديد 56.78٪. والجدير بالذكر أن فاصل الثقة 95٪ تم تجاوزه في انتخابات 1912 و1920 و1924 و1972، بأخطاء بلغت 18.14 نقطة و18.66 نقطة و18.77 نقطة و16.7 نقطة على التوالي.
بالنسبة لتوقعات ليختمان بين عامي 1984 و2020، فإن استخدام هامش التصويت الشعبي يعطي خطأ متوسطًا للنظام يبلغ ±3.69 نقطة، مع مجال ثقة 95% لهامش التصويت الشعبي يبلغ ±8.61 نقطة. لم تتجاوز أي انتخابات خلال هذه الفترة فاصل الثقة 95%، وكان أكبر خطأ 6.08 نقطة في انتخابات عام 2012. كانت قيمة معامل التحديد لهذه الفترة 70.56%.
ردّ ليختمان على انتقادات سيلفر، مشيرًا إلى أن نظام المفاتيح الثلاثة عشر قائم على نموذج نظري وليس نتيجة لتنقيب البيانات العشوائي. كما ذكر أن النموذج مصمم للتنبؤ بالفائز في الانتخابات، وليس هامش النصر أو الهزيمة، وهو ما يفسر "تسطيحه" للانتصارات الساحقة، مثل تلك التي حدثت في أعوام 1912 و1920 و1924 و1932 و1972. وشبه ليختمان انتقاد سيلفر بـ"انتقاد اختبار الحمل، ليس لفشله في اكتشاف حالات الحمل، ولكن لفشله في تحديد يوم الحمل".
ودافع ليختمان كذلك عن استخدام مفتاحين فقط يعتمدان بشكل مباشر على الاقتصاد، مشيرًا إلى أن العوامل الاقتصادية يمكن أن تؤدي بشكل غير مباشر إلى تشغيل مفاتيح أخرى. على سبيل المثال، لم يقم الكساد الكبير بتحويل مفتاحي الاقتصاد إلى مفتاحين خاطئين للرئيس هوفر فحسب، بل أدى أيضًا إلى اضطرابات اجتماعية واسعة النطاق، وخسارة كبيرة لمقاعد مجلس النواب لصالح الجمهوريين بقيادة هوفر في الانتخابات النصفية لعام 1930، وترشيح منافس كاريزمي هو فرانكلين روزفلت.
بالإضافة إلى ذلك، أشار ليختمان في ردّه إلى أنه يمكن استخدام النظام للتنبؤ بتصويت الحزبين للحزب الحاكم. اعتبارًا من انتخابات عام 2020، كان متوسط خطأ تنبؤات النموذج لتصويت الحزبين ±3.29 نقطة، مع عامل ثقة 95٪ ±8.99 نقطة ومعامل تحديد 51.82٪. تم تجاوز عامل الثقة 95٪ في انتخابات 1912 و 1920 و 1924، بأخطاء 13.88 نقطة و 9.69 نقطة و 12.02 نقطة على التوالي.
بالنسبة لتوقعات ليختمان بين عامي 1984 و 2020، أدّى استخدام تصويت الحزبين إلى خطأ متوسط ±1.95 نقطة، مع فاصل ثقة 95٪ ±4.56 نقطة. لم تتجاوز أي انتخابات خلال هذه الفترة عامل الثقة 95%، وكان أكبر خطأ 3.37 نقطة في انتخابات عام 1996. وكانت قيمة معامل التحديد لهذه الفترة 68.72%.

#### التصور الرجعي
في عام 2011، وفي أعقاب دعوة ليختمان إلى إعادة انتخاب الرئيس باراك أوباما في عام 2012، انتقدت ميغان ماكاردل من مجلة ذا أتلانتيك ذاتية ليختمان في تطبيق المفاتيح واعتمادها على التصور الرجعي (retrospective perception)، وطبقتها على هربرت هوفر في انتخابات 1932، وكتبت، "على عكس النماذج الاقتصادية التي تعتمد على المقاييس الخارجية، فإن التصور يقوم بالكثير من العمل هنا. هل نحتسب حزمة أوباما التحفيزية ونتجاهل حزمة هوفر؟".

## المعلومات الكاملة للمراجع
- Allan J. Lichtman؛ Ken DeCell (1990) [1st edition published 1988]. The Thirteen Keys to the Presidency. Madison Books. ISBN:9780819170088.
- Allan J. Lichtman (أكتوبر 2016). "The Keys to the White House" (PDF). Social Education. ج. 80 ع. 5: 256–258.
- Cuzan، Alfred G.؛ Armstrong، J. Scott (30 يونيو 2014). "Index Methods for Forecasting: An Application to the American Presidential Elections". Foresight: The International Journal of Applied Forecasting. SSRN:913015.
- Jones، Randall J. (2002). Who Will be in the White House?: Predicting Presidential Elections. ISBN:9780321087294.
- Lichtman، A. J. (أبريل–يونيو 2008). "The Keys to the White House: An index Forecast for 2008". International Journal of Forecasting. ج. 24 ع. 2: 301–09. DOI:10.1016/j.ijforecast.2008.02.004.
- Allan Lichtman (2020). Predicting the Next President (ط. 2020). Rowman & Littlefield. ISBN:978-1-5381-4866-2.
- Allan J. Lichtman (أكتوبر 2012). "The Keys to the White House" (PDF). Social Education. ج. 76 ع. 5: 233–235.
- A. J. Lichtman؛ V. I. Keilis-Borok (نوفمبر 1981). "Pattern recognition applied to presidential elections in the United States, 1860-1980: Role of integral social, economic, and political traits". Proceedings of the National Academy of Sciences of the United States of America. ج. 78 ع. 11: 7230–7234. Bibcode:1981PNAS...78.7230L. DOI:10.1073/pnas.78.11.7230. PMC:349231. PMID:16593125.
- Allan J. Lichtman (2000). "ELECTION 2000: The Keys Point to Gore". Social Education. ج. 64 ع. 6: 376–377.
- Allan J. Lichtman (أبريل 1982). "How to Bet in '84". Washingtonian.
- Allan J. Lichtman (1999). "The Keys to Election 2000". Social Education. ج. 63 ع. 7: 422.
- Pablo Moscato؛ Natalie Jane de Vries (30 مايو 2019). "Marketing Meets Data Science: Bridging the Gap". في Pablo Moscato؛ Natalie Jane de Vries (المحررون). Business and Consumer Analytics: New Ideas. Springer. ص. 3–118. ISBN:978-3-030-06222-4.
- Anna Kashina (2014). Vladimir Keilis-Borok: A Biography. Ori Books. ISBN:978-1-940076-11-9.